# Ричмонд (Охајо)
Ричмонд (енгл. Richmond) град је у америчкој савезној држави Охајо.

## Демографија
По попису из 2010. године број становника је 481, што је 10 (2,1%) становника више него 2000. године.
| Група             | 2000.       | 2010.       |
| Белци             | 461 (97,9%) | 471 (97,9%) |
| Афроамериканци    | 1 (0,2%)    | 3 (0,6%)    |
| Азијати           | 5 (1,1%)    | 2 (0,4%)    |
| Хиспаноамериканци | 1 (0,2%)    | 4 (0,8%)    |
| Укупно            | 471         | 481         |